# Synteza subtraktywna dźwięku
Synteza subtraktywna (ang. subtractive synthesis) – metoda syntezy dźwięku polegająca na odejmowaniu harmonicznych, poprzez przetwarzanie przebiegów generowanych przez oscylatory. Była ona pierwszą historycznie metodą zastosowaną w syntezatorach.
Przebieg o danych parametrach (kształcie, częstotliwości, współczynniku wypełnienia fali impulsowej) przetwarzany jest przez kolejne bloki (moduły) instrumentu. Należą do nich m.in.:
- filtry różnego typu (oznaczane VCF),
- generatory obwiedni (oznaczane EG lub ENV)
- generatory przebiegów wolnozmiennych (oznaczane LFO),
- wzmacniacz (oznaczany VCA).

Rodzaj użytych bloków oraz sposób ich połączenia nazywany jest torem syntezy. Jego modyfikacja (zmiana połączeń) możliwa jest wyłącznie w syntezatorach modularnych. Pozostałe syntezatory umożliwiają jedynie kontrolowanie parametrów poszczególnych modułów. Synteza subtraktywna początkowo realizowana była przez układy analogowe, a blokami sterowano napięciowo. Dziś w większości przypadków stosuje się układy DSP (lub też odpowiednie algorytmy w przypadku oprogramowania), a instrumenty, w których są one zastosowane, klasyfikuje się do grupy Virtual Analog.

## Przykład

Schemat blokowy syntezatora użytego w przykładzie

Poniższy przykład przedstawia kolejne etapy kształtowania brzmienia.
1. Wytwarzanie przez oscylatory (OSC A i OSC B) przebiegów o różnych kształtach
  - przebieg #1ⓘ
  - przebieg #2ⓘ
2. Modulowanie współczynnika wypełnienia fali impulsowej przez generator LFO
  - PWM przebiegu #1ⓘ
  - PWM przebiegu #2ⓘ
3. Zmiksowanie przez mikser (OSC Mix) obu przebiegów w stosunku głośności 50:50
  - zmiksowane przebiegiⓘ
4. Nadanie brzmieniu obwiedni za pomocą generatora EG
  - zastosowana obwiednia ADSRⓘ
5. Zmiana charakterystyki brzmienia za pomocą filtra dolnoprzepustowego (VCF)
  - przefiltrowany sygnałⓘ
6. Efekt końcowy
  - po zmianie częstotliwości odcięcia filtra (Cutoff)ⓘ
  - z użytym arpeggiatoremⓘ